# Kamelot

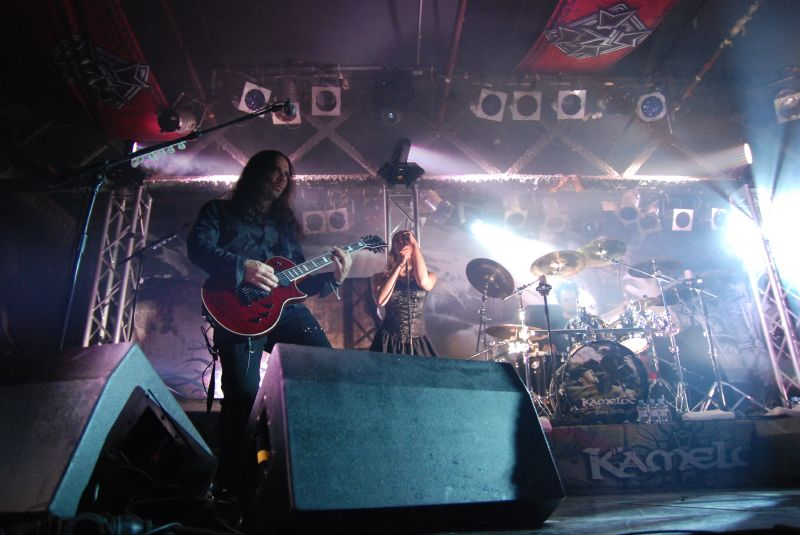
Kamelot in Barcelona

Kamelot is een Amerikaanse powermetal band uit Tampa, Florida, opgericht door Thomas Youngblood en Richard Warner in 1991.

## Biografie
In 1994 tekende de band een contract met Noise Records; in 1995 kwam het eerste album uit: Eternity. Het tweede album, Dominion, kwam uit in 1997.
In 1997 verlieten twee leden de band, drummer en medeoprichter Richard Warner en zanger Mark Vanderbilt. Zij werden vervangen door respectievelijk Casey Grillo en Roy Khan (van de band Conception). Met deze twee nieuwe bandleden, bracht Kamelot het derde album uit, Siége Perilous. Daarna toerde de band gedurende de herfst van datzelfde jaar door Europa om twaalf maanden later terug te keren naar de studio om het vierde album, The Fourth Legacy op te nemen.
In de zomer van 2000 bracht de "New Allegiance Tour" Kamelot in Duitsland, Oostenrijk, Zwitserland, Nederland, België, Italië, Griekenland en Spanje waar opnamen werden gemaakt voor het eerste live-album van de band, The Expedition. Een paar maanden later presenteerde de band hun vijfde studio-album, Karma. Hun zesde album, Epica verscheen in 2003, gevolgd door hun zevende album The Black Halo in 2005.
Hierna maakte de band weer een tournee door Europa en nu ook Japan gedurende het eerste deel van de "Black Halo World Tour 2005", welke zij samen speelden met de bands Epica en Kotipelto. In Japan werden zij vergezeld door Silent Force. Ze speelden ook op het Bang Your Head!!! Festival in Duitsland en de Graspop Metal Meeting in België.

In 2005 nam Kamelot de eerste muziekvideo's op, voor de nummers The Haunting (Somewhere In Time) en March Of Mephisto van het album The Black Halo. Vanaf 5 oktober 2005 had Kamelot er een bandlid bij, Oliver Palotai voor keyboard en gitaar.
Tijdens het tweede deel van de "Black Halo World Tour" bezoekt de band Noord- en Zuid-Amerika (VS, Canada, Brazilië) maar ook weer Europa (Nederland, België, Zweden en Noorwegen). Eind 2006 kwamen de live-dvd en -cd One Cold Winter's Night uit, die opgenomen werden tijdens het concert op 11 februari 2006 in Oslo.
Het achtste album van Kamelot, genaamd Ghost Opera, is op 1 juni 2007 uitgebracht in Duitsland, op 4 juni in de rest van Europa en op 5 juni in de Verenigde Staten. Ook is er een single van Ghost Opera uitgebracht, die alleen verkrijgbaar was voor fans die bij de Europese tournee waren in maart, april en mei 2007. Met dit nieuwe album is Kamelot een progressive metal band geworden, het merendeel van de nummers van de vorige albums is powermetal.
In januari 2009 begon Kamelot met de opname van het negende album, Poetry for the Poisoned, dat op 10 september 2010 verscheen en de bands neiging naar progressive metal verder bevestigt.
Op 22 juni 2012 maakte de band via zijn website bekend dat de Zweed Tommy Karevik als nieuwe zanger is aangetrokken. Karevik was en blijft tevens als zanger actief bij de band Seventh Wonder.

## Gastmusici
- Luca Turilli - gitaarsolo in "Descent Of The Archangel" (Rhapsody of Fire)
- Simone Simons - zang, optreden in de "The Haunting"-muziekvideo (The Black Halo), zang in "Blücher" (Ghost Opera), zang "House on a hill" (Poetry for the Poisoned), zang "Poetry for the Poisoned part 2 en 3 (Poetry For The Poisoned).
- Shagrath - zang, video-optreden in de "March Of Mephisto" en "Memento Mori" (The Black Halo)-muziekvideo's
- Jens Johansson - keyboardsolo's in "March Of Mephisto" en "When the Lights Are Down" (The Black Halo)
- Sean Tibbets - bassist van "Royal Anguish", gedurende afwezigheid van Glenn Barry. Eerder al volledig bandlid geweest onder de stagename "Sean Christians", later weer volwaardig lid van de band geworden.
- Leo Vonk - leadgitarist in "Forever"
- Elize Ryd - zang (2007-2015)
- Cinzia Rizzo - zang (1999, 2001, 2003, 2005 2007, 2012)
- Mari Youngblood (vrouw van KAMELOT-gitarist Thomas Youngblood) - zang (2003, 2005-2006)
- Sascha Paeth - gitaar (1999-2012)
- Amanda Somerville - zang (2005-2012)
- Anne-Catrin Märzke - zang (2008)
- Björn "Speed" Strid (Soilwork - zang (2010)
- Gus G - gitaar (2010)
- Jon Oliva - zang (2010-2011)
- Chanty Wunder - zang (2010-2011)
- Alissa White-Gluz (ex-The Agonist, Arch Enemy) - zang (2012, 2015)
- Charlotte Wessels (Delain) - zang (2015)
- Troy Donockley (Nightwish) - uilleann pipes, tinwhistle (2015)
- Melissa Bonny (Ad Infinitum) - zang (2023)
- Tina Guo - Cello (2023)

## Discografie

### Albums
| Album met eventuele hitnotering(en) in de Nederlandse Album Top 100 | Datum van verschijnen | Datum van binnenkomst | Hoogste positie | Aantal weken | Opmerkingen          |
| ------------------------------------------------------------------- | --------------------- | --------------------- | --------------- | ------------ | -------------------- |
| Demo                                                                | 1991                  | -                     |                 |              | Demo                 |
| Eternity                                                            | 02-08-1995            | -                     |                 |              |                      |
| Dominion                                                            | 02-05-1997            | -                     |                 |              |                      |
| Siége Perilous                                                      | 04-08-1998            | -                     |                 |              |                      |
| The Fourth Legacy                                                   | 19-09-1999            | -                     |                 |              |                      |
| The Expedition                                                      | 10-10-2000            | -                     |                 |              | Livealbum            |
| Karma                                                               | 19-07-2001            | -                     |                 |              |                      |
| Epica                                                               | 13-01-2003            | -                     |                 |              |                      |
| The Black Halo                                                      | 15-03-2005            | -                     |                 |              |                      |
| One Cold Winter's Night                                             | 14-11-2006            | -                     |                 |              | Livealbum & live-dvd |
| Ghost Opera                                                         | 01-06-2007            | 09-06-2007            | 51              | 2            |                      |
| Ghost Opera, The Second Coming                                      | 28-03-2008            | -                     |                 |              | Album & livealbum    |
| Poetry for the Poisoned                                             | 10-09-2010            | 11-09-2010            | 43              | 4            |                      |
| Silverthorn                                                         | 24-10-2012            | 03-11-2012            | 54              | 1*           |                      |
| Haven                                                               | 05-05-2015            | -                     |                 |              |                      |
| The Shadow Theory                                                   | 06-04-2018            | -                     |                 |              |                      |
| I Am the Empire - Live from the 013                                 | 14-08-2020            | -                     |                 |              | Livealbum            |
| The Awakening                                                       | 17-03-2023            | -                     |                 |              |                      |

| Album met hitnotering(en) in de Vlaamse Ultratop 200 albums | Datum van verschijnen | Datum van binnenkomst | Hoogste positie | Aantal weken | Opmerkingen |
| ----------------------------------------------------------- | --------------------- | --------------------- | --------------- | ------------ | ----------- |
| The black halo                                              | 2005                  | 02-04-2005            | 81              | 2            |             |
| Poetry for the poisoned                                     | 2010                  | 18-09-2010            | 59              | 3            |             |
| Silverthorn                                                 | 2012                  | 10-11-2012            | 181             | 1*           |             |